# Тамбас
Тамбас (англ. tambas, tambes, tembis) — язык западночадской ветви чадской семьи, распространённый в центральной Нигерии на территории штата Плато, в его северной части — в районе Панкшин.
Ареал языка тамбас находится в окружении ареала западночадского языка ангас. Язык бесписьменный.
На языке тамбас по данным британского лингвиста Роджера Бленча говорит около 3 000 человек (2001). Согласно данным сайта Joshua Project, численность этнической группы тамбас составляет 12 000 человек. Большинство носителей языка тамбас придерживается традиционных верований, также среди них есть группы христиан и мусульман.
Язык тамбас включается в группу языков рон в классификации афразийских языков Роджера Бленча и в классификации чешского лингвиста Вацлава Блажека.
Территория распространения языка тамбас находится в восточной части ареала группы рон.
Язык тамбас наиболее близок языку фьер, с которым составляет кластер языков фьер подгруппы А4 группы А западночадской ветви согласно классификации, представленной в справочнике языков мира Ethnologue. Кроме того к близкородственным языку тамбас относятся остальные языки группы рон: рон (чала), даффо-бутура, бокос, шагаву, кулере, карфа, мундат и ша.